# آخر الرجال المحترمين (فلم)
آخر الرجال المحترمين فيلم مصري من تأليف وحيد حامد ومن إنتاج عام 1984، وبطولة نور الشريف وأحمد راتب وبوسي وعلي الشريف عن أستاذ فرجاني الذي يصطحب تلاميذه في رحلة من الصعيد إلى حديقة الحيوان ولكن يفقد طفلة أثناء انشغال المشرفين عنها حيث تحتفظ بها امرأة كابنه لها من بعد فقدانها لابنتها.
بالإضافة لمحاولة تعريف المجتمع المصري من خلال مفاهيم بسيطه ومشاعر مختلفة نجد الفنان يحاول أن ينقذ المجتمع المصري بسلبياته مثل قضايا الثار والتخاذل والفقر وبالرغم من كل هذه المحاورات المصرية البحتة إلا أن الفنان نور الشريف يقدم الحل في بعض كلمات بسيطة في نهاية الفيلم (الإنسان هو الإنسان الخير الاصل فيه والشر هو اللى دخيل عليه)

## وصلات خارجية
- آخر الرجال المحترمين على موقع الدهليز
- آخر الرجال المحترمين على موقع قاعدة بيانات الأفلام العربية